# 石滓镇
石滓镇，原为石滓乡（石滓公社、上遊公社），是中華人民共和國四川省鄰水縣下辖的一个乡镇级行政单位。位於鄰水縣東槽大洪河兩岸，距縣城51公里。東與墊江縣依山，南與柳塘鄉交界，西與石永鄉接壤，北與興仁鄉相連。東西長10公里，南北寬6公里，呈傾斜長方形。總幅員面積為45.74平方公里。屬川東平行嶺谷區。

## 沿革[2]
- 1949年12月，石永區人民政府即建立了石滓鄉公所：1950年2月，石永區人民政府撤銷，石滓鄉公所劃歸興仁區人民政府領導。1951年6月9日，石滓鄉公所改由第八區(石永區)公所領導．1952年8月，第八區公所改稱第九區公所，石滓鄉公所即屬第九區公所領導。1953年4月24日，石滓鄉公所改稱石滓鄉人民政府：1956年1月16日，石滓鄉政府改稱石滓鄉人民委員會，並正式劃歸石永區公所領導。1958年9月22日，石滓鄉人委改稱石滓人民公社。1966年5月「文革」開始後，石滓鄉人民公社工作受到干擾。1967年1月，為了破「四舊」，石滓人民公社改稱上遊人民公社。1967年3月，成立上遊人民公社生產辦公室，負責公社日常工作。1969年3月5日，經縣人武部黨委批准，上遊人民公社革命委員會成立。1973年5月12日，經地革委批准，上遊人民公社革委會改稱石滓人民公社革命委員會。1976年10月粉碎「四人幫」後，石滓人民公社的行政組織機構仍然是革命委員會。1981年3月，縣委決定撤銷石滓人民公社革委會，建立石滓人民公社管理委員會，管委會設正、副主任。1984年1月，根據中共中央體制改革要求，縣委又決定撤銷石滓人民公社管委會，建立石滓鄉人民政府。
- 2015年改置石滓鎮。
- 2019年12月，撤销同石乡，将所属行政区域划归石滓鎮管辖。[3]

## 行政区划
- 民國時，石滓鄉轄7個保52甲。
- 1950年，改保為村，轄7個村。村名為石龍、太平，同心、天平，馬鞍、昇平，復興。
- 1954年，民主建政，區劃調整。將同心村和天平村各劃出一部分新組成四，五村和六．七村，全鄉增加為9個村。
- 1958年，石滓人民公社成立後，九個村按一，二，三、⋯⋯序數改為9個管理區。
- 1961年，將9個管理區改稱為9個生產大隊．大隊下設生產隊，共88個生產隊。
- 1981年，全國統一地名普查，9個生產大隊改稱為9個村，取銷按序數命名，重定標準名稱．定名為：昇坪、曬金，朱家寨、花房、中城寨、六角、冷水、長龍、大步口，共93個生產隊。

石滓镇目前下辖以下地区： 
石興社區、昇坪村（一）、曬金村（二）、朱家寨村（三）、花房村（四）、中城寨村（五）、六角村（六）、冷水村（七）、長龍村（八）、大步口村（九）。